# Otto Weddigen
Otto Eduard Weddigen (ur. 15 września 1882 w Herford, zm. 18 marca 1915 w zatoce Pentland Firth) – niemiecki oficer marynarki, dowódca U-Bootów z okresu I wojny światowej wsławiony zatopieniem w jednym ataku trzech brytyjskich krążowników pancernych w 1914.

## Życiorys
Rozpoczął karierę wojskową w Kaiserliche Marine w 1901. W 1910 został dowódcą U-9 – jednego z pierwszych niemieckich okrętów podwodnych.
22 września 1914 podczas patrolowania w południowej części Morza Północnego U-9 wykrył trzy brytyjskie okręty – krążowniki pancerne: HMS „Aboukir”, HMS „Hogue” i HMS „Cressy”. Weddigen rozkazał wystrzelić w ich kierunku wszystkie (6) posiadane torpedy. Wszystkie trzy krążowniki zatonęły i zginęło 1443 członków załóg storpedowanych jednostek. Wśród ofiar znalazł się również dowódca HMS „Cressy” komandor Robert Johnson.
Za swój wyczyn Weddigen został odznaczony Krzyżem Żelaznym I klasy. Po kolejnym sukcesie – zatopieniu krążownika pancernopokładowego HMS „Hawke” 15 października 1914 – otrzymał najwyższe odznaczenie wojskowe Królestwa Prus – Pour le Mérite (24 października 1914).
Jest jednym z sześciu nie-Bawarczyków, którzy otrzymali najwyższe bawarskie odznaczenie – Krzyż Rycerski Orderu Maksymiliana Józefa (11 października 1914); otrzymał również najwyższe ordery Saksonii i Wirtembergii.
16 lutego 1915 objął dowództwo U-29. Od 11 do 14 marca 1915 zatopił 4 statki przeciwnika (łącznie 12 934 BRT i uszkodził dwie dalsze (łącznie 4317 BRT). Dobra passa została przerwana 18 marca 1915, kiedy U-29 płynący na głębokości peryskopowej został wykryty, a potem staranowany przez pancernik HMS „Dreadnought” w szkockiej zatoce Pentland Firth. Zginęła cała jego załoga, w tym również Otto Weddigen.